# Pollutri
Pollutri község (comune) Olaszország Abruzzo régiójában, Chieti megyében.

## Fekvése
A megye északkeleti részén fekszik. Határai: Atessa, Casalbordino, Monteodorisio, Scerni és Vasto.

## Története
Alapítására vonatkozóan nincsenek pontos adatok. Középkori alapítású valószínűleg bencés szerzetesek alapították. A 15. században a Caldora család birtoka volt. Nemesi birtok volt a 19. század elejéig, amikor a Nápolyi Királyságban felszámolták a feudalizmust.

## Népessége
A népesség számának alakulása:

## Főbb látnivalói
- Santissimo Salvatore-templom
- Don Venanzio erdő